# Tomorrow, When the War Began (serie de televisión)
Tomorrow, When the War Began es una serie de televisión australiana de drama basado en la saga de novelas de Tomorrow de John Marsden, producida por Michael Boughen y Tony Winley y los productores ejecutivos Matthew Street y Kim Vecera. La serie, que constaba de seis episodios de una hora, estrenada en ABC3 el 23 de abril de 2016, y se basa aproximadamente en los eventos de la primera novela, Tomorrow, When the War Began.

## Sinopsis
Tomorrow When the War Began sigue a ocho amigos adolescentes que se encuentran en medio de una inesperada guerra en un pequeño pueblo de campo después de regresar de un viaje de campamento. Aislados del resto del mundo y todo lo que conocen, deberán buscar la forma de  llegar al nuevo mundo, en donde se encuentran algunos australianos libres que lograron huir de la guerra. Pronto deberán aprender a defenderse en contra de invasores hostiles y salvar a sus familias, quienes se encuentran detenidas.

## Personajes

### Principales
- Molly Daniels como Eleanor "Ellie" Linton.[5]
- Narek Arman como Homer Yannos.[5]
- Jon Prasida como Lee Takkam.[5]
- Madeleine Clunies-Ross como Fiona "Fi" Maxwell.[5]
- Madeleine Madden como Corrie Mackenzie.[5]
- Andrew Creer como Kevin Holmes.[5]
- Fantine Banulski como Robyn Mathers.[5]
- Keith Purcell como Chris Maxwell.[5][6]

### Recurrentes
- Sibylla Budd como Rachel Maxwell.[6]
- Deborah Mailman como Kath Mackenzie[6]
- Alison Bell como Liz Linton.[6]
- Richard Young como Jack Linton.[6]
- Spencer McLaren como Daniel Maxwell.[6]
- Damien Fotiou como George Yannos.[6]
- Alfred Nicdao como Umar Takkam.[6]
- James Stewart como el Coronel Lee.[6]

## Episodios
La serie estará conformada por 6 episodios de una hora.

## Producción

### Rodaje
La serie fue tirada del 14 de septiembre al 13 de noviembre de 2015. El rodaje ocurrió en y alrededor de Melbourne, en Barwon Heads Bridge, y en Clunes, Victoria.

### Promoción
El 27 de noviembre de 2015, ABC hizo oficial de la nueva serie de la televisión que se difundirá en 2016, que incluyó una vista previa corta para Tomorrow When the War Began. El 1 de enero de 2016, el primer tráiler completo fue lanzado para la serie. Otros teasers y tráileres fueron lanzados en marzo de 2016.

## Transmisiones
Tomorrow When the War Began se emite en ABC3 y se distribuye en Australia por ABC Commercial. La serie será distribuida internacionalmente por Annapurna Pictures.

## Home media
Tomorrow When the War Began fue lanzado en DVD y Blu-Ray el 1 de junio de 2016 en la Región 4/B.